# Virginia Slims of California 1976
Il Virginia Slims of California 1976 è stato un torneo di tennis giocato sul sintetico indoor. È stata la 6ª edizione del torneo, che fa parte del WTA Tour 1976. Si è giocato a San Francisco negli USA dal 1° al 7 marzo 1976.

## Campionesse

### Singolare
Chris Evert ha battuto in finale  Evonne Goolagong Cawley con il punteggio di 7–5, 7–6(2)

### Doppio
Billie Jean King /  Betty Stöve hanno battuto in finale  Rosemary Casals /  Françoise Dürr con il punteggio di 6–4, 6–1